# Сен-Рабье
Сен-Рабье́ (фр. Saint-Rabier) — коммуна во Франции, находится в регионе Аквитания. Департамент — Дордонь. Входит в состав кантона От-Перигор-Нуар. Округ коммуны — Сарла-ла-Канеда.
Код INSEE коммуны — 24491.

## География
Коммуна расположена приблизительно в 420 км к югу от Парижа, в 145 км восточнее Бордо, в 34 км к востоку от Перигё.

### Климат
Климат умеренный океанический со средним уровнем осадков, которые выпадают преимущественно зимой. Лето здесь долгое и тёплое, однако также довольно влажное, здесь не бывает регулярных периодов летней засухи. Средняя температура января — 5 °C, июля — 18 °C. Изредка вследствие стечения неблагоприятных погодных условий может наблюдаться непродолжительная засуха или случаются поздние заморозки. Климат меняется очень часто, как в течение сезона, так и год от года.

## Население
Население коммуны на 2010 год составляло 555 человек.
| 1962 | 1968 | 1975 | 1982 | 1990 | 1999 | 2010 |
| ---- | ---- | ---- | ---- | ---- | ---- | ---- |
| 582  | 576  | 518  | 580  | 573  | 501  | 555  |

## Администрация
| Период | Период | Фамилия        | Партия                  | Примечания |
| ------ | ------ | -------------- | ----------------------- | ---------- |
| 1983   | 2014   | Клод Дельпи    | беспартийный            | пенсионер  |
| 2014   | 2020   | Жан-Клод Гариз | Социалистическая партия |            |

## Экономика
В 2010 году среди 333 человек трудоспособного возраста (15-64 лет) 219 были экономически активными, 114 — неактивными (показатель активности — 65,8 %, в 1999 году было 64,0 %). Из 219 активных жителей работали 201 человек (112 мужчин и 89 женщин), безработных было 18 (11 мужчин и 7 женщин). Среди 114 неактивных 19 человек были учениками или студентами, 47 — пенсионерами, 48 были неактивными по другим причинам.

## Достопримечательности
- Церковь Свв. Петра и Павла
- Пещера Пера со следами пребывания человека (эпоха палеолита). Исторический памятник с 1995 года[5]

## Фотогалерея
- Церковь и военный мемориал
- Карта коммуны